# Anisostachya latebracteata
Anisostachya latebracteata är en akantusväxtart som beskrevs av Raymond Benoist. Anisostachya latebracteata ingår i släktet Anisostachya och familjen akantusväxter. Inga underarter finns listade i Catalogue of Life.